# استر رخینا
استر رخینا (اسپانیایی: Esther Regina‎؛ زادهٔ ۱ ژانویهٔ ۲۰۰۰) بازیگر اهل اسپانیا است.
او دانش‌آموختهٔ رشتهٔ لغت‌شناسی فرانسوی و هنرهای دراماتیک است و در دانشگاه کمپلوتنسه مادرید، دانشگاه سوربون و دانشگاه زارلاند تحصیل کرده‌است.